# Matjaž Švagelj
Matjaž Švagelj, slovenski kitarist, in glasbeni aranžer, * 22. december 1963, Koper.
Matjaž Švagelj se je z glasbo srečal že v osnovni šoli, kjer je v »pleh godbi« igral boben. Po končani glasbeni šoli je z vrstniki ustanovil svoj prvi ansambel, kjer je igral bas kitaro. Kasneje se je kot solo kitarist pridružil ansamblu »Nova pot« oz. »New way« in z njimi posnel avtorski CD oz. takrat še kaseto. Pred prihodom h Kalamarom je kratek čas kot basist nastopal v znani zagrebški skupini »Rock caffe«. Že 2001 ga je k sodelovanju povabil Slavko Ivančič, s katerim še danes nastopata kot akustični duet, zadnje čase pa tudi kot kvartet. Leta 2011 pa se je pridružil legendarni skupini  Prizma, v kateri igra akustično kitaro. Nastopa tudi v gledališkima predstavama Iztoka Mlakarja "TUTOŠOMATO", v koprodukciji Gledališča Koper in SNG Nova Gorica in "PEGULE" v produkciji Avditorija Portorož. 
Kot aranžer. producent, kitarist, basist ali back vokalist se pojavlja z različnmi glasbenimi izvajalci, kot so denimo Slavko Ivančič, Iztok Mlakar, žal pokojni Danilo Kocjančič, skupina Prizma itd.
Leta 2010 je s Kalamari in ans. Roka Žlindre zastopal Slovenijo na Eurosongu v Oslu.

## Diskografija
- Moč poletja (1989) - Nova pot
- Pomagaj mi (1993) - New way
- Dobra vila (1996) - Kalamari
- S tabo držim (1998) - Kalamari
- V vetru rdečih zastav (1999) - Kalamari
- Popoldne (2001) - Kalamari
- Rimarije iz oštarije (2001) - Iztok Mlakar
- Kalamari, deset let (2003) - Kalamari
- Lahko letiš (2006) - Kalamari
- Calegaria (2006) - kot gost (bas + kitare)
- Romance brez krjance (2008) - Iztok Mlakar
- Veliko srce (2009) - Kalamari
- Narodnozabavni rock (2010) - Kalamari & ans. Roka Žlindre
- Pelhan band: V neznano (2012) - kot gost (bas kitara)
- Klapa Solinar: Solinar (2014) - kot gost (bas kitara)
- PorkaEva (2017) _ Iztok Mlakar
- Prizma (2021) - Prizma akustik v živo
- Dan mladosti (2025) - Prizma (dvojni vinilni LP)